# LIESST

Potentialkurven und relevante elektronische Zustände des LIESST-Effektes.

Unter LIESST (Light induced excited spin state trapping) bzw. LIESST-Effekt versteht man den Übergang einer Komplexverbindung vom low-spin Zustand in einen metastabilen high-spin Zustand unter Einwirkung von Licht einer bestimmten Wellenlänge.
Dieser metastabile high-spin Zustand kann bei ausreichend niedriger Temperatur nahezu unendlich lange Lebensdauer haben. (Trapping!)
Als Beispiel für so einen Vorgang kann die Anregung der Verbindung low-spin-[FeIIL6]2+[BF4−]2 → high-spin-[FeIIL6]2+[BF4−]2 (mit L = Propyltetrazol) mittels eines grünen Argon-Lasers (514,5 nm). Die Rückreaktion in den stabileren low-spin Zustand ist thermisch über 40 K oder durch rotes Licht möglich.